# 4 Tunna Brix
4 Tunna Brix es un EP de la banda de rock alternativo Sonic Youth, publicado en 1990. Originalmente fue una Peel Session de 1988. Sonic Youth cubrió las tres primeras canciones para The Fall y "Victoria" para The Kinks, también a su vez cubierta por The Fall.

## Lista de canciones
1. "My New House" (The Fall)
2. "Rowche Rumble" (The Fall)
3. "Psycho Mafia" (The Fall)
4. "Victoria" (The Kinks)